# Vườn quốc gia Michaelmas and Upolu Cays
Vườn quốc gia Michaelmas and Upolu Cays là một vườn quốc gia ở Queensland, Úc, cách Brisbane 1.409 km (876 mi) phía tây bắc và cách Cairns 33 km (21 dặm). Nó bao gồm hai hẻm nhỏ trên Michaelmas Reef, tạo thành phần phía đông bắc của phức hợp rạn san hô Arlington, trong rạn san hô Great Barrier Reef.

## Thực vật và động vật

### Thực vật
Thảm thực vật trên Michaelmas Cay là đặc trưng của cồn tìm thấy trên rạn san hô ngoài beach spinifex, stalky grass, goatsfoot, bulls-head vine, sea purslane và tar vine.. Cây Upolu nhỏ nhỏ hơn không có thực vật.

### Động vật
Michaelmas Cay rất quan trọng vì đây là nơi sinh sản của một số loài cá mú. Nó đã được BirdLife International xác định là một trong những khu vực chim quan trọng (IBA) bởi vì nó hỗ trợ hơn 1% dân số thế giới của những loài nhàn mào và nhàn mào nhỏ. Nhàn nâu và nhạn đầu xám cũng sinh sản ở đó. Các loài nhàn khác đã từng làm tổ ở các cồn cát ở đây bao gồm những nhà hồng và nhà đầu đen.
Đồi mồi dứa đôi khi làm tổ trên cays. Các rạn san hô xung quanh có một động vật biển phong phú, bao gồm sò tai tượng. 